# Amphoe Den Chai
Amphoe Den Chai (thailändisch อำเภอ เด่นชัย, Aussprache: ʔāmpʰɤ̄ː dèn tɕʰāj) ist ein Landkreis (Amphoe – Verwaltungs-Distrikt) im Südosten der Provinz Phrae in Nordthailand.

## Geographie
Benachbarte Kreise (von Westen im Uhrzeigersinn): die Amphoe Wang Chin, Long und Sung Men in der Provinz Phrae, die Amphoe Mueang Uttaradit und Laplae in der Provinz Uttaradit sowie Amphoe Si Satchanalai in der Provinz Sukhothai.

## Geschichte

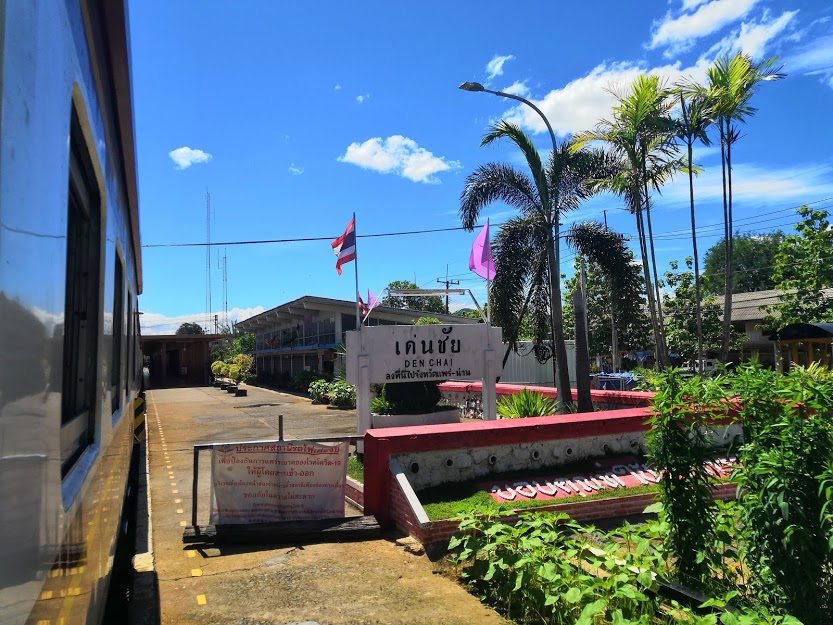
Bahnhof Den Chai

Den Chai wurde am 24. Januar 1963 zunächst als Unterbezirk (King Amphoe) des Kreises Sung Men eingerichtet.
Im Jahr 1965 bekam Den Chai den vollen Amphoe-Status.
Den Chai erhielt größere Bedeutung, nachdem die Regierung die Nördliche Eisenbahnlinie durch den Landkreis gebaut hatte sowie das Projekt Bahnstrecke Den Chai–Chiang Rai. Außerdem führt die Nationalstraße Nr. 11 an Den Chai vorbei.

## Verwaltung

### Provinzverwaltung
Der Kreis ist in fünf Kommunen (Tambon) eingeteilt, welche sich weiter in 52 Dörfer (Muban) unterteilen.
| Nr. | Name        | Thai     | Muban | Einw.  |
| --- | ----------- | -------- | ----- | ------ |
| 1.  | Den Chai    | เด่นชัย    | 11    | 12.138 |
| 2.  | Mae Chua    | แม่จั๊วะ    | 10    | 07.402 |
| 3.  | Sai Yoi     | ไทรย้อย   | 12    | 06.428 |
| 4.  | Huai Rai    | ห้วยไร่    | 09    | 05.280 |
| 5.  | Pong Pa Wai | ปงป่าหวาย | 10    | 05.337 |

### Lokalverwaltung
Es gibt drei Kleinstädte (Thesaban Tambon) im Bezirk:
- Den Chai (Thai: เทศบาลตำบลเด่นชัย) besteht aus Teilen der Tambon Den Chai, Mae Chua und Pong Pa Wai,
- Mae Chua (Thai: เทศบาลตำบลแม่จั๊วะ) besteht aus Teilen des Tambon Mae Chua,
- Pong Pa Wai (Thai: เทศบาลตำบลปงป่าหวาย) besteht aus weiteren Teilen des Tambon Pong Pa Wai.

Außerdem gibt es drei „Tambon Administrative Organizations“ (TAO, องค์การบริหารส่วนตำบล – Verwaltungs-Organisationen) für die Tambon im Landkreis, die zu keiner Stadt gehören.